# Іракська операція
Англо-іракська війна (операція «Сабіна») — кампанія Великої Британії проти повстанського уряду Рашида Алі в Королівство Ірак під час Другої світової війни. Війна тривала з 2 по 31 травня 1941 року. Кампанія призвела до повторної окупації Іраку британськими збройними силами і повернення до влади поваленого про-британського намісника Іраку, принца Абд-аль-Ілах.

## Генеза

Ірак під час Другої світової війни

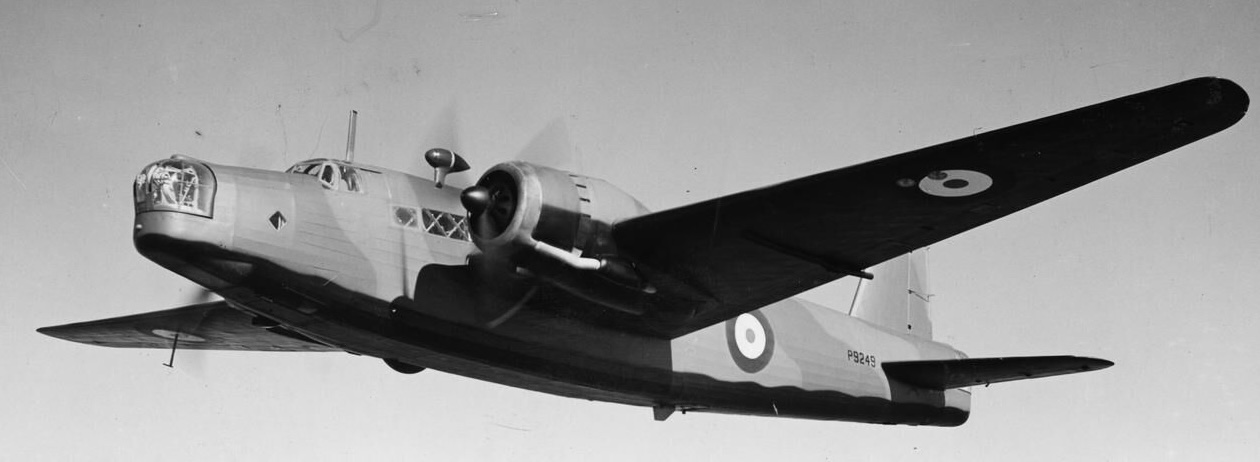
Бомбардувальник Vickers Wellington.

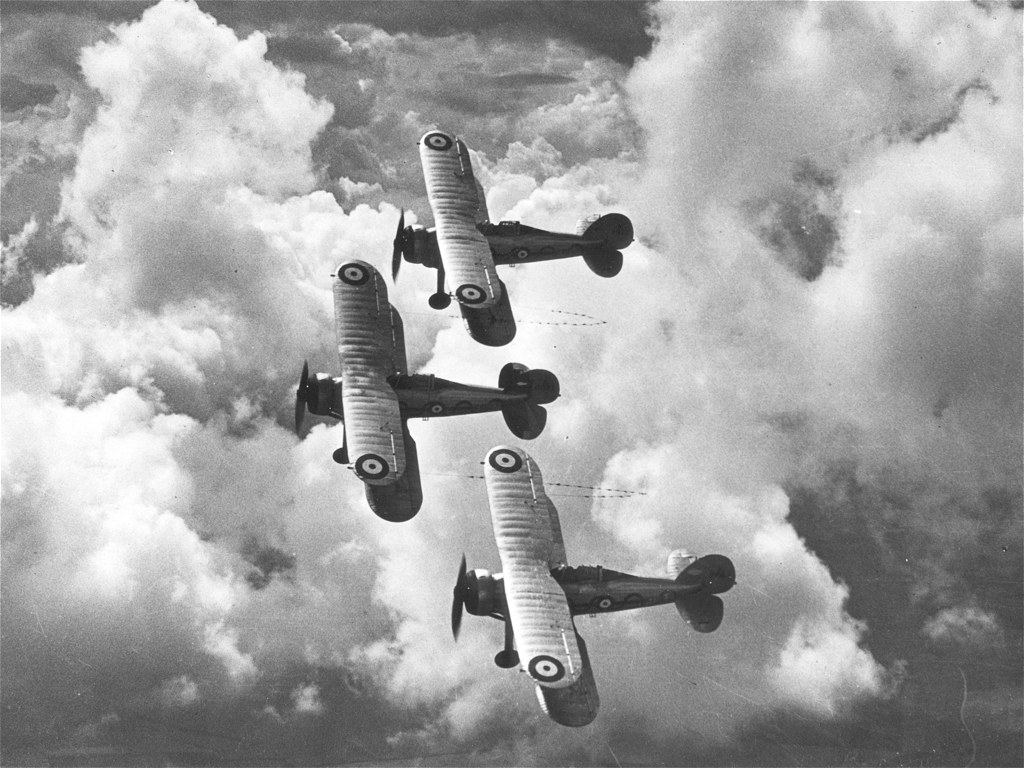
Винищувачи Gloster Gladiator.

Королівство Ірак (також відоме як Месопотамія) було підмандатною територію Великої Британії — Британський мандат у Месопотамії, до 1932 року, коли Ірак став номінально незалежним До надання незалежності Велика Британія уклала англо-іракський договір, 1930. Цей договір мав декілька умов, які включали дозвіл на створення британських військових баз(було створено дві: Шабах, біля Басри та RAF Habbaniya між Ер-Рамаді та Фаллуджа, забезпечення всіх умов для необмеженого руху британських військ та транспортування озброєння через територію країни у випадку війни умови договору були нав'язані Сполученим Королівством для забезпечення постійного контролю іракських нафтових ресурсів. Багато іракців були обурені цим договором і продовжували вважати власну країну напівколонією.
Після поразок Великої Британії в Європі та Північній Африці, прем'єр-міністр Іраку Рашид Алі аль-Гайлані, начальник іракського генштабу Амін Закі Сулейман та пронімецьке націоналістичне угруповання «Золотий квадрат», очолювана полковниками Салах ад-Діном ас-Сабахом, Махмудом Сальманом, Фахмі Саїдом та Камілем Шабібом, здійснили 1 квітня 1941 року військовий переворот, спрямований проти Великої Британії. Регент та пробританські налаштовані міністри втекли з Багдада.
Аль-Гайлані очолив уряд «національної оборони» що його було сформовано заколотниками. Під контроль нового уряду перейшла майже вся територія країни, за винятком військових баз Великої Британії. Намагаючись привернути симпатії народу, нова влада встановила дипломатичні відносини з СРСР.
Третій Рейх доброзичливо поставився до нового уряду Іраку. За домовленістю з режимом Віші від 7 травня Німеччина почала через Сирію, підмандатну Франції, відправляти військове спорядження в Ірак, але, зайняті підготовкою до війни проти СРСР, німці не змогли надати суттєвої допомоги іракським націоналістам.
Активність Німеччини в Іраку викликали занепокоєння британського уряду. Черчилль наказав терміново перекинути війська до Іраку.
Прем'єр-міністр та один із засновників Братів-мусульман Аль-Гайлані. після формування уряду національної оборони направило ноту британському уряду із застереженням проти будь-якої інтервенції в Ірак і введення нових британських військ.
У відповідь британці висунули вимоги про введення піхотної бригади в Басру, у випадку відмови — розв'язання кризи через військову інтервенцію. Головнокомандувачем було призначено Арчибальда Вейвелла, з Індії кораблі повинні були доставити в порт Басра 20 індійську піхотну бригаду зі складу 10-ї піхотної дивізії. У Трансйорданії було створено війська інтервенції — Хабфорс, загальна назва військ інтервенції — Іракфорс.

## Хід операції
У середині квітня великі з'єднання британських військ висадилися в Басрі для захисту британських транспортних шляхів та нафтових родовищ. Заявляючи на словах про свою лояльність британо-іракському союзному договору, режим аль-Гайлані, не бажаючи допустити посилення британської присутності в країні, водночас перешкоджав висадці англійських військ у Басрі і почав облогу британських військ в Ель-Хаббанії. У ході конфлікту з британцями, що виник на цьому ґрунті, 1 травня 1941 року іракські війська атакували нафтові промисли, що належали британцям. 2 травня британські війська почали військові дії проти іракської армії.

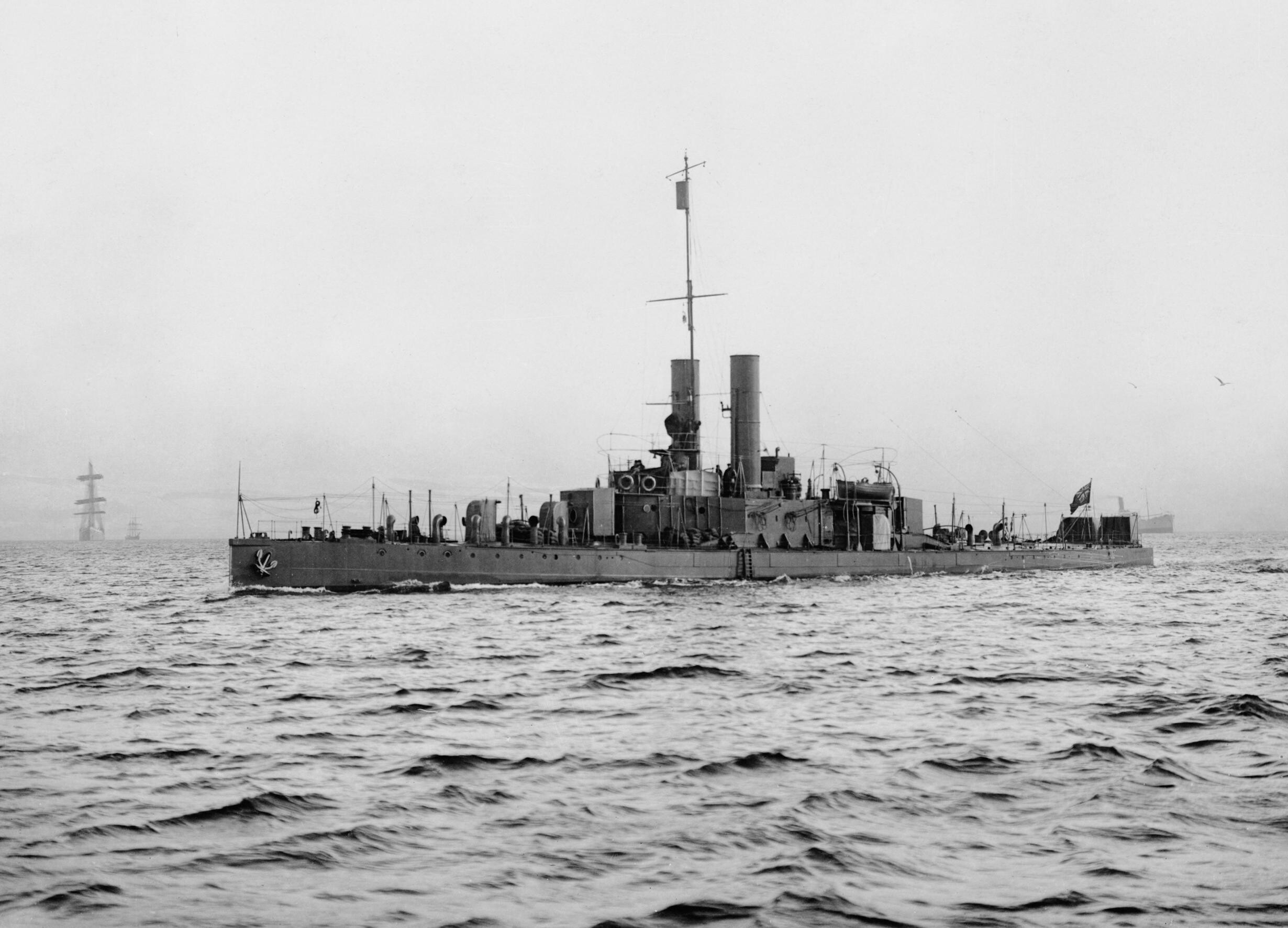
«Кокчафер»

Більшість бойових дій англо-іракської війни відбувалися в районі Ель-Хаббанії. 2 травня, британці завдали авіаударів з бази RAF Habbaniya. Хоча найбільше число британських військ були зібрані в районі Басри, звідти війська не вели наступ аж до того моменту коли уряд Рашида Алі був вже практично повалений.
Спочатку саме іракська облога бази RAF Habbaniya та здатність британців витримати облогу була в головним питанням конфлікту. Рішення віце-маршала авіації Шарпа завдати удару по іракським позиціям силами британських ВПС не лише дозволило базі витримати облогу, але, також нейтралізувало велику частину ВПС Іраку. Коли з Палестини в район Ель-Хаббанії прибуло підкріплення така тактика дозволила негайно розпочати контрнаступ.

### Битва за Фаллуджу
Фаллуджа — велике місто на шляху до Багдада де був розташований стратегічний міст через Євфрат. В Палестині під командуванням Джона Кларка була сформована група британських військ, яка отримала назву Хабфорс (скорочення від Habbaniya Force). 13 травня Хабфорс перетнули кордон з Іраком. Найважливішим завданням Хабфорс було взяти під контроль Фаллуджу. Британські війська, що підійшли до Фаллуджі в нічний час, були розділені на п'ять колон, які складалися з піхоти і артилерії підтримки. Місто було атаковано з різних сторін. Дата штурму міста було перенесено з 17 травня на 19 травня через повільне пересування військ групи Kingcol, яка мала підтримувати атаку. У той же час літаки почали бомбити іракські позиції та стратегічні військові об'єкти. Деморалізувавши захисників, англійці — після короткого опору захопили міст неушкодженим. Близько 300 вояків було полонено. Протягом наступних трьох днів іракські сили спробували відновити контроль над Фаллуджою провівши кілька контратак, проте вони не мали успіху. Найсерйознішою була несподівана атака танкеток CV-33 в ніч з 21 на 22 травня, проте за підтримки авіації, контратаку було відбито.

### Марш на Багдад
Марш британських військ з Ель-Фаллуджа на Багдад відбувався двома колонами. Основна група, яка вийшла з Ель-Фаллуджа 28 травня, прямувала до столиці Іраку, а друга, менша група, що складалася з мотострілецького полку арабського кавалерійського легіону за підтримки бронетехніки та артилерії прямувала через Хадіман. Іракський опір був незначний, тому основна група вже 30 травня увійшла у західні околиці Багдаду. У той день, британці здійснили потужне бомбардування Багдаду (у тому числі на авіабази Рашид).
Все це призвело до падіння Рашида Алі аль-Гейл, який разом з кількома близькими соратниками втік до Ірану, а звідти в Німеччину. Новий про-британський уряд 31 травня оголосив про припинення вогню. Іракська армія мала роззброїтись і звільнити всіх британських військовополонених та інтернованих цивільних осіб. З Іраку також повинні були вислані всі німецькі та італійські радники та військовослужбовці.

## Втрати з обох сторін
Іракці втратили близько 2,5 тисяч вояків убитими і пораненими і близько 6 тисяч були захоплені в полон. Загальні втрати британських військ становили близько 1,2 тисячі вояків (убитих, поранених і полонених).

## Наслідки іракської кампанії
Британська окупація Іраку тривала до кінця жовтня 1947 року. Новий пробританський іракський уряд прийняв британські вимоги про транзит військ та вантажів. Іраком прямувала частина американської допомоги Радянському Союзу в рамках ленд-лізу. У січні 1942, Ірак формально оголосив війну державам осі. Кампанія в Іраці також була використана британцями як додаткове виправдання окупації провішіської Сирії, звідки люфтваффе допомагали бунтівному уряду (див. Операція «Експортер»). Також важливим був пропагандистський ефект кампанії — після багатьох місяців безперервних поразок Велика Британія могла, нарешті, похвалитися значним успіхом. Арабські націоналісти на Близькому Сході зрозуміли, що вони не можуть розраховувати на реальну військову допомогу від країн осі.

## Ресурси Інтернету
- Archibald Wavell's Despatch on Operations in the Middle East From 7th February, 1941 to 15th July 1941 (PDF). Supplement to the London Gazette, Number 37638. 3 липня 1946. Архів (PDF) оригіналу за 22 липня 2013. Процитовано 31 жовтня 2009.
- Archibald Wavell's Despatch on Operations in Iraq, East Syria, and Iran From 10th April, 1941 to 12th January 1942 (PDF). Supplement to the London Gazette, Number 37685. 13 серпня 1946. Архів (PDF) оригіналу за 29 червня 2013. Процитовано 26 вересня 2009.
- Claude Auchinleck's Despatch on Operations in the Middle East From 5th July, 1941 to 31st October 1941. Supplement to the London Gazette, Number 37695. 20 серпня 1946. Архів оригіналу за 29 червня 2013. Процитовано 6 листопада 2009.
- Maitland Wilson's Despatch on the Persia and Iraq Command Covering the Period from 21st August, 1942, to 17th February, 1943 (PDF). Supplement to the London Gazette, Number 37703. 28 серпня 1946. Процитовано 8 листопада 2009. {{cite web}}: Недійсний |deadurl=unknown-host (довідка)[недоступне посилання з лютого 2019]
- New York Times (18 травня 1941). RUSSIA SIGNS PACT WITH IRAQI REGIME; Exchanges Notes on Diplomatic and Trade Ties. The New York Times. Архів оригіналу за 23 жовтня 2012. Процитовано 31 жовтня 2009.
- Norweigen site, Om irakiske militsenheder i engelsk tjeneste, 1915-1955. Архів оригіналу за 23 листопада 2011. Процитовано 16 жовтня 2009.
- Porch, Douglas. Strategic Insight: The Other "Gulf War" - The British Invasion of Iraq in 1941. Архів оригіналу за 22 липня 2013.
- Rainbow, John and Pollington, John. RAF Habbaniya, the Plateau Airfield & Lake. Архів оригіналу за 22 липня 2013.
- Royal Air Force History: The Battle for Habbaniya - The Forgotten War. Процитовано 30 січня 2010.
- Trouble in Paradise. Time Magazine. 21 квітня 1941. Архів оригіналу за 28 серпня 2013. Процитовано 15 липня 2009.
- Holy Skirmish. Time Magazine. 12 травня 1941. Архів оригіналу за 23 листопада 2010. Процитовано 14 липня 2009.
- Turkey: Door to Dreamland. Time Magazine. 18 травня 1941. Архів оригіналу за 29 жовтня 2009. Процитовано 15 липня 2009.
- With Roosevelt in Iraq. Time Magazine. 2 червня 1941. Архів оригіналу за 21 травня 2013. Процитовано 17 липня 2009.
- May 12—U.S.S.R. recognizes pro-Nazi Government of Iraq. Time Magazine. 30 червня 1941. Архів оригіналу за 24 травня 2009. Процитовано 5 липня 2009.